# Irineu Esteve i Altimiras
Irineu Esteve i Altimiras (nascut el 21 de juny de 1996) és un esquiador de fons andorrà que competeix a nivell internacional.
Competí per Andorra al Campionat del Món d'esquí nòrdic de 2017 a Lahti, Finlàndia, i a la Copa d'Europa d'esquí nòrdic de 2018, a Campra, Suïssa. També participà per Andorra als Jocs Olímpics d'Hivern de 2018 disputats a Pyeongchang, Corea del Sud, sent el banderer de la delegació a la cerimònia d'obertura.
Als campionats del Món d’esquí Nòrdic de Planica (Eslovenia) de l’any 2023, Esteve ha aconseguit els millors resultats d’un Andorra en uns campionats en el marc de la F I S. El 12 lloc a la prova de 30:km de skiathlon, el 14e lloc als 50 km mass stard i sobretot el 7e lloc als 15 km individual start free han superat les millors expectatives. Justament en aquesta prova ha estat primer corredor no nòrdic en arribar a meta.